# Ubaldo Magnavacca

Ubaldo Magnavacca, Guido Mazzoni che modella uno dei suoi capolavori, olio su tela, 1908

Ubaldo Magnavacca (Modena, 22 agosto 1885 – Lerici, 2 agosto 1957) è stato un pittore, incisore e scultore italiano.

## Biografia
Ubaldo Magnavacca nasce il 22 agosto 1885 a Modena in un’agiata famiglia di mugnai.
Manifesta un precoce talento nel disegno dal vero e, indirizzato dal maestro Salvatore Postiglione, studia presso l'Istituto di belle arti di Modena dove si specializza nell’incisione con tecnica acquaforte.
Riceve presto i primi riconoscimenti vincendo nel 1906 il premio Magnanini e nel 1912 il premio Poletti.
Nel 1914 è ammesso come socio onorario alla Reale Accademia di belle arti e l'anno successivo vince il concorso Curlandese a Bologna.
Nel 1916 come incisore partecipa alla Mostra italiana a Londra con le opere Il ponte dei sospiri, I costruttori di pozzi, L'abside del duomo di Modena, La cattedrale di Reim.
Nel decennio tra il 1920 e il 1930, sempre come incisore, espone in cinque edizioni della Biennale di Venezia.
Nel 1931 partecipa alla I Quadriennale nazionale d’arte di Roma.
Dal 1934 al 1944 insegna figura alla libera scuola serale del nudo presso l'istituto d'arte A. Venturi. Seguono i suoi corsi Nereo Annovi, Peppino Ascari, Iro Malavasi, Vittorio Magelli e Walter Morselli.
Sue opere sono presenti nella collezione della Società per le Belle Arti ed Esposizione Permanente.
Il 2 agosto 1957 muore nella sua casa di Lerici dove era solito ritirarsi.